# Obelisc negre
L'Obelisc negre de Salmanasar III és un monument realitzat en pedra calcària negra que data de l'any 827 aC. Va ser erigit en època de l'imperi assiri, que es va estendre per Mesopotàmia a la zona dels rius Tigris i Eufrates.

## Troballa i història
L'escultura va ser trobada el 1846, per l'arqueòleg Austen Henry Layard a Nimrud o Kalkhu, antiga capital d'Assíria, situada al costat del riu Tigris, a uns 30 km al sud-est de Mossul a l'actual Iraq, va ser erigit com a monument públic, en temps de guerra civil, i en els seus relleus s'enumeren els assoliments militars realitzats pel rei Salmanasar III, fill i successor d'Assurnasirpal II que va governar Assíria entre el 858 aC. i el 824 aC. i del seu comandant en cap, en trenta-un anys, que reflecteixen els tributs que van rebre d'altres regnes sotmesos pels assiris: camells, micos, elefants i un rinoceront, metalls, fusta, ivori, en cinc escenes repartides en cada cara de l'obelisc -en total 20 quadrícules-, es narren al costat d'una escriptura cuneïforme que diu:
- Tribut dels habitants de Gilzan (regne del nord-oest de l'Iran).
- Tribut de Jehú, rei del lloc d'Omri (antic regne del nord d'Israel).
- Tribut del país de Musri (probablement Egipte).
- Tribut de Marduk-apilusur, príncep del país de Shuhi (regne del mig Eufrates situat entre Síria i l'Iraq).
- Tribut de Kalparunda, príncep del país de Patin (Antioquia, actual província d'Hatay, Turquia).

Algunes característiques podrien suggerir que l'obra havia estat encarregada pel comandant en cap Dayyan-Assur. Té gran importància històrica, ja que probablement és la referència més prematura sobre Jehú, rei d'Israel, o Joram.

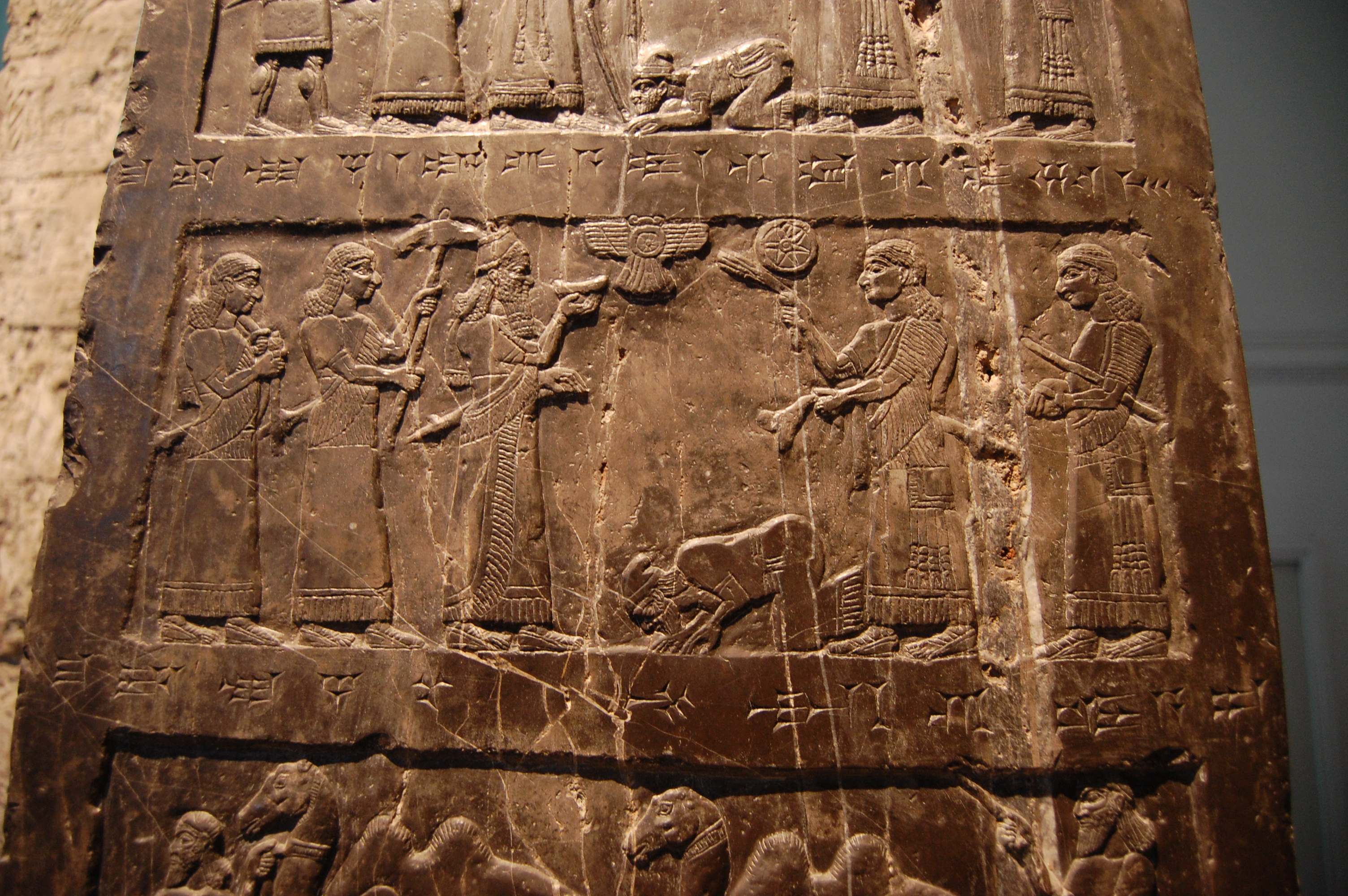
Jehú o l'ambaixador de Jehú, s'inclina davant de Salmanasar III.
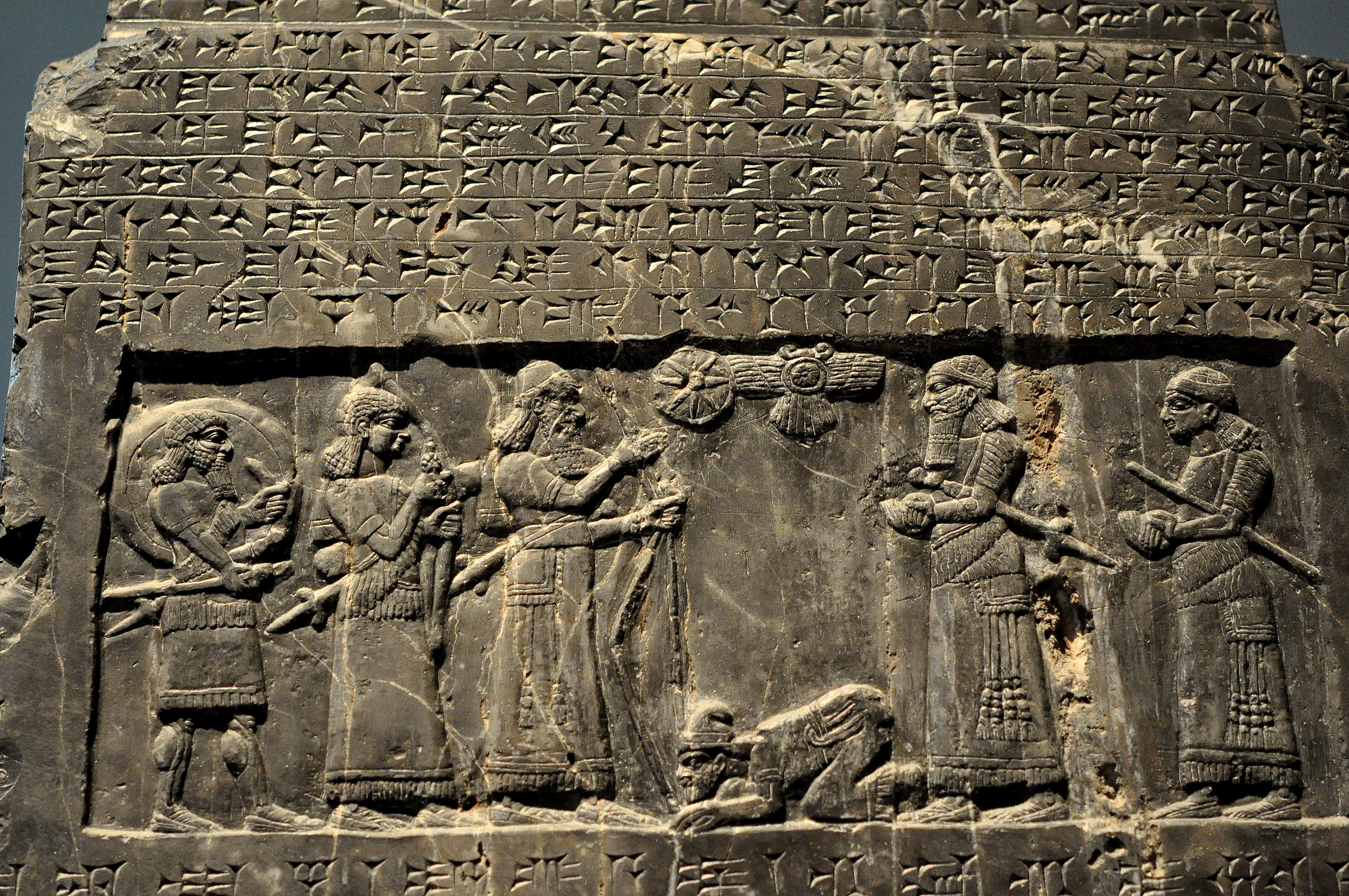
Salmanasar III rep el tribut de Sua, rei de Gilzan.
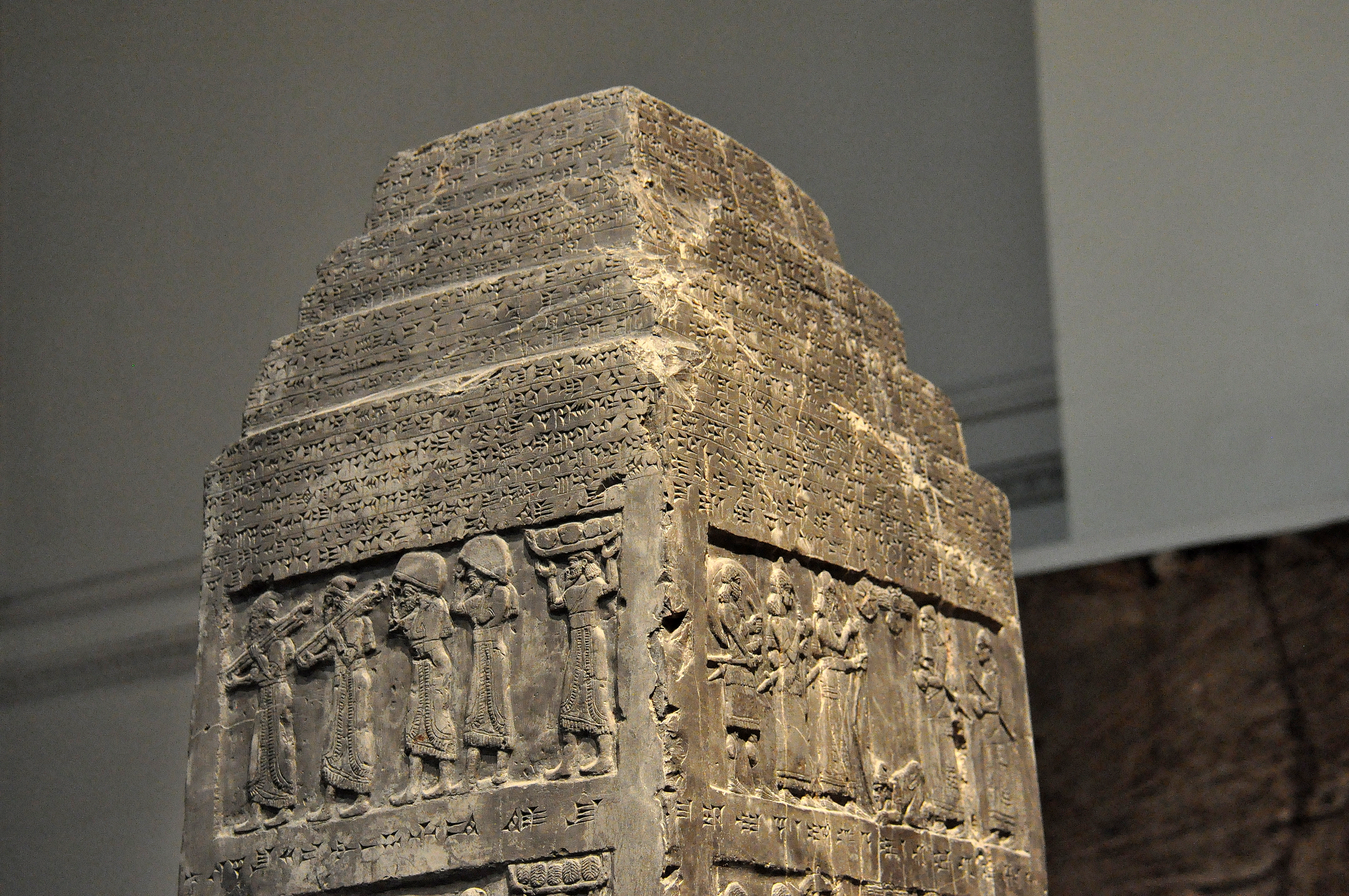
Part superior de l'obelisc en forma de zigurat i amb escriptura cuneïforme.